# Patajärvi (sjö i Kuopio, Norra Savolax)
Patajärvi är en sjö i kommunen Kuopio i landskapet Norra Savolax i Finland. Sjön ligger 82,9 meter över havet. Den är 3,1 meter djup. Arean är 1,57 kvadratkilometer och strandlinjen är 6,36 kilometer lång. Sjön  ingår i Vuoksens huvudavrinningsområde.   Den ligger omkring 46 kilometer nordväst om Kuopio och omkring 360 kilometer norr om Helsingfors. 
I sjön finns ön Harjunluoto. 